# Scream/Childhood
Scream/Childhood je vodeći singl američkog izvođača Majkla Džeksona sa njegovog devetog studijskog albuma, „HIStory: Past, Present and Future, Book I“. Na drugom disku tog albuma, poznatom i kao „HIStory Continues“, „Scream“ je prva pesma dok je „Childhood“ deseta. „Scream“ je duet pevača i njegove sestre Dženet Džekson dok je „Childhood“ njegov solo komad. Singl je objavljen 31. maja 1995. godine od strane Epik rekordsa.
Muzički kritičari su „Scream“ opisali kao agresivnu pesmu kojom je Majkl Džekson hteo da uzvrati tabloidima i njihovom izveštavanju optužbi za seksualno zlostavljanje podnetim 1993. godine. Napisali su je, komponovali i producirali Džimi Džem, Teri Luis kao i dvoje pomenutih. Džekson je u njoj odsvirao mnoge instrumente. Pesma sadrži elemente popa, elektroroka, nju džek svinga, densa i fanka. U oktobru i decembru 1994, materijal se snimao u studijima „Hit fektori“ u Njujorku i „Flaj tajm“ u Minesoti. Pre oficijelnog izdanja, pesma se mogla čuti na mnogim radio stanicama uprkos težnji Epik rekordsa da se to ne dogodi.
Generalno dobro ocenjena od strane kritičara, pesma je bila nominovana za Gremi i Američku muzičku nagradu. Njen muzički spot je jedan od Džeksonovih kritički najpriznatijih. Osvojio je nekoliko MTV video muzičkih nagrada i Gremi. Sa budžetom od sedam miliona američkih dolara, drži Ginisov rekord kao najskuplji muzički spot ikada snimljen. Spot je uticao na mnoge savremene izvođače.
„Childhood“ je autobiografska pesma koju je napisao i komponovao Majkl Džekson. Njen tekst govori o teškoćama kroz koje je izvođač prolazio u svom detinjstvu. Pesma je bila glavna muzička tema filma „Free Willy 2: The Adventure Home“. „Childhood“ se našla na nekoliko kompilacija i primila je različite ocene od strane kritičara. Njen spot, koji ima malo zajedničkog sa pomenutim filmom, kritičari su pohvalili. „Scream/Childhood“ je prvi singl ikada, koji je debitovao među pet najboljih na top-listi „Bilbord hot 100“. Bio je svetski hit, dosežući neko od prvih pet mesta na svim većim tržištima.

## „“

### Pozadina
„Scream“ je prvenstveno usmerena ka tabloidima. Još od kasnih osamdesetih godina prošlog veka, Džekson i mediji su imali zategnut odnos. Godine 1986, tabloidi su objavili priču u kojoj su tvrdili da Džekson pokušava da zaustavi proces starenja, tako što spava u hiperbaričnoj komori, što je ilustrovano sa fotografijom na kojoj on leži u staklenoj kutiji. Izveštavano je da je pevač zainteresovan za kupovinu kostiju Džozefa Merika (Čoveka slona). Kada je izvođač kupio šimpanzu imena Babls, izveštavano je i da je on izgubio kontakt sa stvarnošću. Inspirisani svim ovim objavama, mediji su mu nadenuli nadimak Ćaknuti Džeko (engl. Wacko Jacko). Džekson koji je prezirao nadimak, sve je pomenute priče i mnoge druge nazvao potpunim lažima.
Džekson je 1989. godine izdao singl „Leave Me Alone“ (srp. „Ostavi me na miru“) koji upućuje na njegov odnos sa medijima. Pesmin spot prikazuje Džeksona ne samo kako ismejava tabloide već i situaciju u kojoj se sam nalazio. U kratkom filmu se mogu videti naslovi raznih tabloida posvećeni pevaču, njegova prijateljica Elizabet Tejlor, animirani nos koji beži od skalpela i Džozef Merik kako pleše sa njim.
Godine 1993, odnos između pevača i medija se još više zategao kada je optužen za seksualno zlostavljanje deteta. Iako nije bio optuživan na sudu, mediji su objavljivali mnoge senzacionalne priče na račun pomenutih optužbi. Ulje na vatru je dolila činjenica da je pevač u dogovoru sa porodicom deteta prihvatio da plati određenu sumu novca kako bi se slučaj zatvorio. U jednom intervjuu on je rekao da je to uradio jer bi mu karijera bila uništena i da nije platio, slučaj bi možda trajao i do sedam godina nezavisno od toga da li je nevin. Uz to je jasno govorio da nije kriv odnosno da nije zlostavljao dete. Uprkos svemu, mediji su ga još više provocirali. U to vreme Džekson je reagovao: „Reći ću da sam naročito napet zbog načina ponašanja neverovatnih i užasnih medija. Pri svakoj prilici, mediji su analizirali i manipulisali ovim optužbama da bi dostigli svoje zaključke.“
Zabavljač je počeo uzimati lekove za smirenje: valijum, ksanaks i ativan da bi prebrodio zadobijen stres tokom optužbi protiv njega. Nekoliko meseci kasnije, kada su optužbe postale novosti za javnost, izgubio je oko četiri i po kilograma mase i prestajao je da se hrani. Džeksonovo zdravlje je bilo toliko narušeno da je morao otkazati nastavak svetske turneje albuma „Dangerous“ i otići na lečenje. Sam je rezervisao ceo četvrti sprat klinike u kojoj se lečio. Koristio je valijum IV kako bi se odvikao od lekova za smirenje. Njegov predstavnik za javnost je rekao reporterima da je nedovoljno sposoban da adekvatno funkcioniše na intelektualnom nivou. Dok je bio na klinici, Džekson je koristio terapije u grupi i jedan na jedan.
Kada je Džekson otišao na rehabilitaciju u Sjedinjenim Američkim Državama, mediji su pokazali malo razumevanja prema njemu. „Dejli miror“ je organizovao takmičenje „Primeti Džeka“, nudeći čitaocima put u „Dizni svet“ ako tačno predvide gde će se zabavljač sledeći put pojaviti. „Dejli ekspres“ je objavio naslov: „Odvikavanje od droga vraća zvezdu na životne staze“, dok su naslovi drugih novina optuživali Džeksona da je begunac. Ovi tabloidi su ga takođe neosnovano optuživali da je putovao po Evropi gde je imao plastične operacije kako bi izgledao neprepoznatljivo po svom povratku. Žeraldo Rivera je organizovao satirično suđenje sa porotama sačinjenim od publike iako Džekson nije bio optuživan na sudu.
„Scream/Childhood“ i „HIStory“ su bili Džeksonova prva izdanja od optužbi i javnost je iščekivala da vidi da li će biti dobro prodavani. Jedna analiza Saundskena je istakla da tabloidi ne znaju ništa o publici kada se radi o Džeksonu. Saundsken je smatrao da ga je publika volela, a tabloidi ne. Prognozirao je da će Džeksonovi „protivnici“ biti iznenađeni komercijalnim prijemom njegovih budućih izdanja.

### Knjižica albuma
Na knjižici albuma „HIStory“ se nalazi fotografija akvarela Gotfrida Helnvajna iz 1981. godine koja se zove „Das Lied/The Song“. Fotografija prikazuje uplašeno dete koje skučeno uz zid vrišti. Stihovi pesme „Scream“ koje je Džekson ispisao rukom nalaze se na zidu iza deteta. Na poslednjoj stranici knjižice je kopija pisma upućeno bivšem američkom predsedniku Bilu Klintonu u kom ga jedno dete moli da okonča rat, uništavanje životne sredine i lažne članke tabloida o Džeksonu.

### Produkcija i muzika
Dženet Džekson je htela da bude uključena u ovaj projekat kako bi podržala svog brata. Bio je to prvi put da njih dvoje rade zajedno od 1982. godine, kada je ona bila prateći vokal u Majklovoj pesmi „P.Y.T (Pretty Young Thing)“. Dženet je izjavila da je bilo veoma zabavno ponovo raditi sa bratom i da je njegov rad zanimljiv. „Scream“ su napisali, komponovali i producirali dvoje pomenutih, Džimi Džem i Teri Luis. Majklu je bilo prvi put da sarađuje sa Džemom i Luisom, što nije slučaj i sa njegovom sestrom koja je sa njima radila na mnogim uspešnim projektima. Album je stvoren po uzoru na ritam i bluz, pop i rok teme prisutne kod Džeksonovog prethodnog albuma „Dangerous“. Džekson je odsvirao mnoge instrumente na ovom albumu kao što su: klavijature, sintesajzer, gitara, bubanj i perkusije.
U pesmi, Džekson poziva medije da prestanu sa pritiscima i objavljivanjem laži o njemu. Džon Perles, „Njujork tajms“, kaže da se izvođačev strah u pesmi pretvara u agresiju. Videvši Džeksona kako škrguće zubima dok peva, ocenjuje da njegovo delo ima zvuk kao muzika sa Dženetinog albuma „Rhythm Nation“. Inače, ovo je prva Džeksonova pesma u kojoj se mogu čuti psovke — reč „fucking“ nalazi se u stihovima „Stop pressuring me/Stop pressuring me/Stop fucking with me“ — što se smatralo neobičnim izborom za Džeksona, imajući u vidu njegovu popularnost među mlađom publikom. Druge pesme sa „HIStory“ albuma sadrže reči poput kike, shit i nigger. „Scream“ sadrži elemente popa, ritam i bluza, hip hopa, fanka i roka.

### „Procurenje“ pesme
Dve nedelje pre oficijelnog izdanja, „Scream“ se mogla čuti na jednoj radio stanici u Los Anđelesu. Stanica ju je puštala svakih sat vremena po jednom sve dok nije dobila poziv od Epik rekordsa i naređenje da prestane sa nelegalnom radnjom. Dve druge stanice u Filadelfiji su takođe dobile ista naređenja. Sve stanice su demantovale da im je Epik poslao pesmu. Većina osoblja izdavača nije imala pristup kopiji, koja je bila pod strogim obezbeđenjem.
U trenutku kada je njegovoj stanici pretila legalna akcija, jedan programer iz Los Anđelesa je izjavio: „Neke stvari su bitnije. Izdavačka kuća je bila besna, advokati su se uključili i situacija se zapetljala. Ali kod velikog izdanja kao što je izdanje Majkla Džeksona, nema šansi da ćemo čekati ako dospemo do kopije. To je životna prilika, jer je njegovo obezbeđenje stvarno neprikosnoveno.“

### Kritički prijem
Stiven Tomas Erlvajn (Stephen Thomas Erlewine) je izrazio mišljenje da su „Scream“ i „Jam“, raniji Džeksonov singl nominovan za dve Gremi nagrade (za najbolje ritam i bluz vokalno izvođenje i najbolju ritam i bluz pesmu), veoma slični. Džejms Hanter (James Hunter) iz časopisa „Roling stoun“ istakakao je da: „... odlični aktuelni singl „Scream“ i prvoklasna ritam i bluz balada „You Are Not Alone“ su uspeli da povežu incidente iz Džeksonove nepopularne bliske prošlosti i univerzalne koncepte kao što su nepravda i izolacija.“ Izjavio je i da „Scream“ zajedno sa pesmom „Tabloid Junkie“ podsećaju na Dženetine hitove. 
Patrik Makdonald (Patrick Macdonald) je nazvao pesmu najboljom na albumu. Rekao je: „Refren je snažan, a on izgovara stihove sa dramom i ciljem. Pesma ima ugriz i zaraznu energiju.“ Makdonald je ocenio upotrebu psovki nepotrebnom. Dipika Redi (Deepika Reddy) je napisao: „Stihovi debi singla i spota sa albuma su po prvi put u Džeksonovoj uvijenoj karijeri bolno direktni. On peva refren sa silom i ogorčenjem što je novo i izvanredno. „Scream“ i „Tabloid Junkie“ imaju čist aspekt koji Džekson nije dosegao još od singla „Billie Jean“.“ Ričard Herington (Richard Harrington) je nazvao pesmu dosadnom i muzički isključenom. Takođe je istakao da zvuči kao „Jam“ iz 1991. „“ je nominovana za Američku muzičku nagradu za najbolju pop vokalnu saradnju 1996, a ubrzo nakon toga i za nagradu Gremi, takođe za najbolju pop vokalnu saradnju.

## Muzički spot

### Produkcija
Muzički spot za pesmu „Scream“, snimljen 29. maja 1995, režirao ga je Mark Romanek i traje 4 minuta i 46 sekundi. Ostali uključeni u produkciji Toma Fodena bili su koreografi: Travis Pejn, Lavel Smit, Tina Lendon i Šon Čizmen. Džekson, koji je često ranije radio koncepte za svoje spotove, ovog puta je to prepustio Romaneku. Izjavio je da je kratki film rezultat kolektivne saradnje. Pesma i njen spot su njegov odgovor na poruke koje su mu mediji upućivali tokom 1993. godine.
Vezano za nastanak spota, producent Foden je rekao: „Mark je razradio plan i opšta ideja je bila da Majkl i Dženet budu na ovom ogromnom svemirskom brodu. I da budu sami... Oni odlaze sa Zemlje, i različita sedišta predstavljaju različite sredine broda na kom se mogu makar malo zabaviti i odmoriti se.“ Za produkciju spota koja je trajala mesec dana, osim Fodena, bili su zaduženi Ričard Berg, Džef Hol i Martin Mervel. Foden je svoj zadatak nazvao vojnom operacijom objasnivši: „Ideja je bila da svi zaduženi oko vizuelnih efekata dobiju tri seta: komplikovani, ne baš komplikovani i jedan manji.“ Tipografija u spotu je dizajnirana od strane Skota Mekela. Džekson je bio srećan što ponovo radi sa svojom sestrom, rekavši da oboje još imaju strast za plesom što ga vraća u „stara vremena“.
U spotu, Dženet tumači mračniju osobu, što do tada nije viđeno u njenim spotovima. Džim Farber (Jim Farber), iz njujoršog Dejli njuza (Daily News), opisao ju je kao „Opasnu kombinaciju perike za kosu poput debele slame, očiju zatamnjenih šminkom crnom kao ugalj...sumorna i arti...Dženet, međutim, nikada nije izgledala čvršće, ili kontrolisanije“. Spot prikazuje i scene iz japanske naučno-fantastične anime „Zilion“ koje se vide na ekranima u pozadini.

### Prijem i uticaj
Spot je premijerno prikazan u leto 1995. na MTV-ju. Emitovan je i tokom intervjua koji su dali Džekson i njegova tadašnja supruga, Lisa Meri Presli, voditeljki emisije „Primetime Live“, Dajani Sojer (Diane Sawyer). Intervju je posmatralo oko 64 miliona gledalaca. Spot za pesmu je jedan od Džeksonovih kritički najpriznatijih radova. Džejms Hanter, „Roling stoun“, nazvao ga je savremenim, a Džim Farber superkul crno-belim klipom. Farber je bio mišljenja da je Majkl vokalno superiorniji od svoje sestre, ali da je Dženet imala bolji nastup u spotu.
Godine 1995, „Scream“ je nominovan za jedanaest MTV video muzičkih nagrada, više od bilo kog drugog spota, i osvojio tri: za najbolji dens spot, najbolju koreografiju i najbolji umetnički pravac. Reagujući na ove nominacije, Džekson je izjavio da je veoma počastvovan i srećan, da je naporno radio i da je veoma srećan dotadašnjim prijemom. „Scream“ je dobio Bilbordovu muzičku nagradu za najbolji pop i rok spot. Godinu dana kasnije, osvojio je Gremi za najbolji muzički spot kratke forme. Ubrzo, uvršten je u Ginisovu knjigu rekorda kao najskuplji spot ikada snimljen sa budžetom od sedam miliona američkih dolara. Godine 2001, televizija VH-1 je stavila „Scream“ na deveto mesto svoje liste „100 najvećih spotova“.
Godine 1997, pesma je remiksovana i preimenovana u „Scream Louder (Flyte Time Remix)“ za Džeksonov album „Blood on the Dance Floor: HIStory in the Mix“. Drugi zvanični remiks je nazvan „Scream (Naughty Remix)“ koji sadrži ritam i bluz instrumental kao i rep stihove izvođača Trič. „Scream“ je imao uticaj na druge spotove. Spot pesme „No Scrubs“ koju izvodi bend Ti-El-Si sadrži mnoge njegove elemente. Isto važi i za „Shawty Get Loose“, izvođača Lil Mama i Kris Braun.

### Posveta Majklu
U septembru 2009. godine, Dženet Džekson je izvela „Scream“ na dodeli MTV video muzičkih nagrada kao jedan od učesnika koji su odali počast Majklu Džeksonu, preminulom tri meseca ranije. Generalni menadžer Muzičke televizije, Stefen Fridmen, izjavio je: „Ovo nije nešto što je prosto naišlo, bili smo u kontaktu već neko vreme. Mislili smo da ne postoji niko bolji od Dženet ko bi poslao tako snažnu poruku.“ Pri ovom poduhvatu, pevačica je radila sa nekoliko koreografa kao što su: Dejv Skot, Kris Džud, Brajan Fridmen, Vejd Robson, Taj Diorio, Travis Pejn, Džeri Slafter, Lori En Gibson, Mija Majkls, Tina Lendon i Gil Duldulao. Gil Kaufman iz Muzičke televizije je smatrao da je Dženet prikazala prepoznatljive Majklove korake u novom svetlu. Kristin Najholm je opisao nastup izvanrednim, a Majkl Slezak energičnim.

## „“

### Pozadina
„Childhood“ je Džeksonova autobiografska pesma koja govori o njegovom detinjstvu i poteškoćama koje je proživljavao. Kao dečak i vodeći vokal benda Džekson 5, imao je zategnut odnos sa svojim ocem i bio je pod stalnim pritiskom medija. Još od tog doba, Džeksona je fizički i mentalno zlostavljao otac Džozef, tokom dugotrajnih uvežbavanja i proba, često je tučen i vređan. Maltretiranje u ovom dobu ostavilo je traga na njegov kasniji život. Jednom prilikom Džozef se popeo u dečju sobu ušavši kroz prozor. Upao je dok su deca spavala sa zastrašujućom maskom na licu urlajući iz sveg glasa, jer je, kako je kasnije objašnjavao, hteo da ih nauči da ne ostavljaju prozor otvoren kada odu na spavanje. Godinama kasnije, Majkl je imao košmare u kojima je kidnapovan iz svoje sobe. Godine 2003, Džozef je priznao televiziji Bi-Bi-Si da je tukao svoju decu.
Iako je puno puta u javnosti navođeno da je imao veoma teško detinjstvo, Džekson je prvi put otvoreno pričao o zlostavljanju kojem ga je podvrgavao otac u intervjuu sa Oprom Vinfri 1993. godine. Rekao je da je kao dečak često plakao jer se osećao usamljenim i da bi mu često pozlilo čim bi ugledao svog oca. Smatrao je da je puno toga propustio tokom tih godina ali je i izjavio: „Žao mi je, molim vas ne budite ljuti na mene. Ali ja ga i dalje volim.“ U drugom intervjuu sa Martinom Baširom, poznatom kao „Život sa Majklom Džeksonom“, gorko je zaplakao tokom razgovora o svom detinjstvu. Tada je rekao da se još uvek seća kako je Džozef sedeo u fotelji sa kaišem kojim bi tukao kad god ne bi on i njegova braća dobro vežbali: „Kad ne bi odradio kako treba, razbio bi te. Bilo je užasno. Stvarno užasno.“ Kada je primio svoj Gremi na dodeli 1993. godine, izjavio je: „Ne čitam sve stvari napisane o meni, nisam bio svestan da svet misli da sam toliko čudan i neobičan. Ali kada odrastate kao što sam ja ispred sto miliona ljudi od pete godine automatski postajete drugačiji. Moje detinjstvo mi je potpuno bilo oduzeto. Nije bilo ni Božića ni rođendana. To nije bilo normalno detinjstvo, nije bilo zadovoljstava detinjstva. To je sve zamenjeno za težak rad, borbu i bol, konačni materijal i profesionalni uspeh.“

### Knjižica albuma
U knjižici „HIStory“ albuma, nalazi se crtež Džeksona dok je bio dečak. Zbijen je uz ćošak sobe i izgleda uplašeno. Na zidu do njega su ispisani stihovi pesme „Childhood“ dok je na susednom zidu njegov autogram.

### Produkcija, muzika i prijem
„“ je biografska pesma. Napisao ju je, producirao i otpevao Džekson. Dečji hor Njujorka je naveden kao prateći vokal u pesmi. „“ je bila glavna muzička tema za saundtrek filma „Free Willy 2: The Adventure Home“. Objavljena je od strane Džeksonove izdavačke kuće Em-Džej-Džej. Džekson je autor i muzičke teme za prvi „Free Willy“ film, tj. hit singla „Will You Be There“ sa albuma „“. Osim na „HIStory“ i „Free Willy: The Adventure Home“ albumima, „Childhood“ se nalazi na kompilacijama kao što su „Movie Music: The Definitive Performances“ i „Sony Music 100: Soundtrack for a Century“.
Džon Perles je opisao pesmu jezivom i najsočnijom dodavši da ona predstavlja pevačevu odbranu. U njoj, Džekson kaže da ga niko ne razume, da ga svi vide kao ekscentrika, opisuje svoju bolnu mladost i pita: „Da li si mi video detinjstvo?“ Džejmsu Hanteru i Krisu Vilmenu pesma se nije dopala. Tim Moloj je naziva dragom pesmom koja zvuči odbrambeno. Petrik Makdonald opisuje „Childhood“ kao tužnom i samosažaljivom pesmom ali i dirljivom i tužnom. Rendi Taraboreli je istakao da pesma nije samo o njegovim nesrećnim dečačkim godinama već da je i poziv na saosećanje i razumevanje. Pesma je prerađena i posvećena Džeksonu od strane italijanske pevačice Kristine Davene za njen album „Magia Di Natale“ objavljen 2009. godine.

### Muzički spot
Radnja spota se odvija u šumi. Početak prikazuje Džekson koji sedeći peva. Kamera se zatim izdiže nad drvećem kada prikazuje nebo i leteće brodove. Na brodovima koji idu ka mesecu, vide se deca koja se igraju. Druga deca se pojavljuju u šumi pre nego što će se pridružiti pomenutim na brodu. Džekson u toku celog spota sedi na panju. Spot traje 4 minuta i 27 sekundi i ima malo zajedničkog sa filmom „Free Willy 2: The Adventure Home“ kom je glavna muzička tema. U njemu se pojavljuju i dvoje glumaca iz filma: Džejson Džejms Rihter i Frensis Kapra. U publikaciji „Doug Pratt’s DVD: Movies, Television, Music, Art, Adult, and More!“ Prat opisuje spot izvanrednim.

## Komercijalni prijem
„“ je bio hit singl širom sveta. U Sjedinjenim Američkim Državama, „Scream“ je bila prva pesma u istoriji top-liste „Bilbord hot 100“ koja je debitovala na petom mestu. Do kraja avgusta 1995, sertifikovana je zlatnim, a zatim i platinastim tiražom za prodaju od milion kopija u Americi. Dosegla je prvo mesto u Italiji i Novom Zelandu, drugo u Australiji i Norveškoj i treće u Ujedinjenom Kraljevstvu. Bila je top pet hit na svakom većem muzičkom tržištu. Remiks pesme je objavljen u Ujedinjenom Kraljevstvu gde se plasirao na 43. poziciji.

## Sadržaj
| UK 7" promocionalni singl - A. „“ - 3:20 - B. „“ - 4:04 Maksi 12" - A1. „“ - 5:42 - A2. „“ - 5:41 - B1. „“ - 6:32 - B2. „“ - 5:37 Maksi CD (EU) 1. „“ - 4:04 2. „“ - 5:51 3. „“ - 5:54 4. „“ - 6:32 Maksi 12" (EU) - A1. „“ - 10:06 - A2. „“ - 6:32 - B1. „“ - 4:37 - B2. „“ - 4:04 - B3. „“ - 5:51 - B4. „“ - 4:40 2x12" promocionalni singl - A1. „“ - 9:00 - A2. „“ - 5:34 - A3. „“ - 3:20 - B1. „“ - 5:42 - B2. „“ - 5:54 - B3. „“ - 5:09 - C1. „“ - 10:06 - C2. „“ - 6:32 - D1. „“ - 4:37 - D2. „“ - 4:04 - D3. „“ - 5:51 - D4. „“ - 4:40 Nemački promo CD - 1. „“ - 2. „“ - 3. Poruka za fanove iz Nemačke | 7" singl / CD singl / CS - A. „“ - 4:37 - B. „“ - 4:28 12" / CD singl 1. „“ - 9:00 2. „“ - 10:06 3. „“ - 5:42 4. „“ - 5:09 5. „“ - 4:04 6. „“ - 4:28 CD maksi (UK, EU) |

## Osoblje
- Vokali, producent, izvršni producent, tekstopisac, kompozitor: Majkl Džekson
- Vokali, producent, tekstopisac, kompozitor: Dženet Džekson
- Producent, tekstopisac, kompozitor: Teri Luis
- Producent, tekstopisac, kompozitor: Džimi Džem
- Masterovanje: Berni Grandmen
- Producent remiksa: David Morales
- Producent: Dejvid Foster
- Remiksovanje: Dejv Hol
- Inženjer, miskovanje: Dejv Vej
- Remiksovanje: Frenk Keraolo
- Producent: Nevel Hodž
- Producent remiksa: Satoši Tomi
- Inženjer, miksovanje: Brus Svedijen
- Remiksovanje: Džudi Rouz
- Inženjer: Džon Popo
- Inženjer, miksovanje: Endžela Piva

## Plasmani
| Zemlja (1995)              | Najviša pozicija |
| -------------------------- | ---------------- |
| Australija                 | 2                |
| Austrija                   | 9                |
| Belgija: Flandrija         | 5                |
| Belgija: Valonija          | 3                |
| Holandija                  | 4                |
| Francuska                  | 4                |
| Italija                    | 1                |
| Novi Zeland                | 1                |
| Norveška                   | 2                |
| Švedska                    | 8                |
| Švajcarska                 | 3                |
| Ujedinjeno Kraljevstvo     | 3                |
| UK: zvanični remiks        | 43               |
| SAD: „Bilbord hot 100“     | 5                |
| SAD: ritam i bluz singlovi | 2                |
| SAD: dens singlovi         | 1                |

| Zemlja (2009) | Najviša pozicija |
| ------------- | ---------------- |
| Švajcarska    | 93               |
| UK            | 70               |

| Zemlja | Sertifikacije    |
| ------ | ---------------- |
| SAD    | Platinasti tiraž |

## Literatura
- Pinkerton, Lee (1997). The Many Faces of Michael Jackson. Music Sales Distribution. ISBN 978-0-7119-6783-0.
- Campbell, Lisa (1995). Michael Jackson: The King of Pops Darkest Hour. Branden. ISBN 978-0-8283-2003-0.
- George, Nelson (2004). Michael Jackson: The Ultimate Collection. Sony BMG.
- Pratt, Douglas (2005). Doug Pratt's DVD: Movies, Television, Music, Art, Adult, and More!. UNET 2 Corporation. ISBN 978-1-932916-01-0.
- Lewis, Jel (2005). Michael Jackson, the King of Pop: The Big Picture : the Music! the Man! the Legend! the Interviews!. Amber Books Publishing. ISBN 978-0-9749779-0-4.
- Taraborrelli, J. Randy (2004). The Magic and the Madness. Terra Alta, WV: Headline. ISBN 978-0-330-42005-1.

| Мајкл Џексон | Википројекат Мајкл ЏексонДео искључиво посвећен чланцима о Мајклу Џексону. |